# Kristina Bröring-Sprehe
Kristina Bröring-Sprehe (28 de outubro de 1986) é uma ginete de elite alemã, especialista em adestramento, campeã olímpica por equipes na Rio 2016.

## Carreira
Kristina Bröring-Sprehe por equipes conquistou a medalha de ouro montando Desperados FRH, ao lado de Sönke Rothenberger, Dorothee Schneider e Isabell Werth . No individual ela foi medalha de bronze.